# Rosita Renard
Rosita Renard, de son nom complet Rosa Amelia Renard Artigas, née le 8 février 1894 à Santiago du Chili, morte le 24 mai 1949 dans la même ville, est une pianiste chilienne de musique classique.
Formée à l'école classique allemande par Martin Krause, elle remporte le prix Liszt à Berlin. Elle accompagne la chanteuse Geraldine Farrar, puis se produit en Amérique du Nord et en Amérique du Sud. Elle joue ensuite avec le chef d'orchestre Erich Kleiber et donne un récital au Carnegie Hall, à New York, mais meurt peu après d'une piqûre de moustique.

## Biographie

### Jeunesse et formation
Rosa Amelia Renard Artigas naît le 8 février 1894 à Santiago. Elle est la fille d'un entrepreneur en construction catalan, José Renard, et de son épouse chilienne, Carmen Artigas. Sa sœur cadette Blanca Renard deviendra elle aussi une pianiste de renommée internationale, qui enseignera en Alabama, aux États-Unis. 
Rosa Renard Artigas étudie en Allemagne auprès du pianiste et compositeur Martin Krause ; elle remporte le prix Liszt à Berlin. Elle est la mentor du jeune pianiste Claudio Arrau lorsqu'ils sont tous deux étudiants.

### Carrière musicale
Rosita Renard donne son premier grand concert à 14 ans, elle joue un concerto de Grieg avec l'orchestre symphonique Chilien. Elle part en 1919 en tournée en tant qu'accompagnatrice de la chanteuse américaine Geraldine Farrar. 
À partir de 1930, elle travaille au Conservatoire national chilien, où elle est enseignante au département de piano jusqu'en 1936. Elle continue à effectuer des tournées occasionnelles et se produit au Canada, au Mexique et dans toute l'Amérique du Sud, ainsi que dans de nombreuses villes américaines.
Le point culminant de sa carrière survient après 1945, lorsqu'elle commence une collaboration artistique avec le chef d'orchestre autrichien Erich Kleiber. Elle donne un récital au Carnegie Hall, à New York, le 19 janvier 1949. Le concert a été enregistré et est depuis sorti sur LP et CD,.

### Vie privée, décès
Rosita Renard épouse en 1928 un chanteur tchèque, Otto Stern. Peu après son récital au Carnegie Hall, elle meurt à Santiago du Chili en mai 1949, à l'âge de 55 ans, après avoir contracté une forme rare et mortelle de maladie du sommeil due à une piqûre de moustique. 
Une biographie de Rosita Renard est écrite par Samuel Claro et publiée en espagnol en 1993,.